# Klein-Ulsda
Klein-Ulsda (Gronings: Lutje Ulsda), vroeger ook De Hutten genoemd, is een Nederlands gehucht in de gemeente Westerwolde in de provincie Groningen. Op 1 januari 2006 had het ongeveer 50 inwoners. Het bestaat uit vier straten: de Ulsderweg, AE dijk, de Hamdijksterweg en het Molenlaantje.
De buurtschap is ontstaan als een streek van landarbeiders en middenstanders op de dijk van de Westerwoldse Aa. Het  ligt direct tegenover het voormalige eiland Ulsda (gemeente Oldambt), waarnaar het dorp ook is genoemd. Ulsda ligt een stuk hoger, en is ook tijdens de grootste uitbreiding van de Dollard droog blijven liggen. Beide plaatsen worden gescheiden door de A7 en de Westerwoldse Aa (gemeentegrens).  
Ten tijde van de Münsterse inval in 1672 stond hier uitsluitend de grote boerderij van Berent Hermens ofte rode Schuyr, die als legerhoofdkwartier diende.
De naam Klein-Ulsda is ten minste bekend sinds 1752. De naam De Hutten wordt in 1753 voor het eerst vermeld. Hij kwam ook elders in de provincie Groningen voor: Termunten had in de eerste helft van de achttiende eeuw de arme hutten, Westerbroek kende in 1771 de hutten van de heer Hoeth.
Het dorp had van 1841 tot 1874 een eigen schooltje in de achterkamer van een smederij, volgens een kenner "een der primitiefste schooltjes die ooit hebben bestaan". De schooltjes van Hamdijk en Ulsda werden toen opgeheven, de kundige schoolmeester van Hamdijk trad op als nieuwe onderwijzer. Via een voetveer konden de kinderen vanuit Ulsda de Westerwoldse Aa oversteken. De plaatselijke herberg bood rond 1900 plaats aan een rederijkerskamer.
Klein-Ulsda was ooit de woonplaats van atlete Fanny Blankers-Koen. Verder is het vooral bekend vanwege diverse seksclubs, die zich begin jaren zeventig rond het gehucht vestigden en zich vooral op het Duitse grensgebied richtten.